# مانويل سانشيز توريس
مانويل سانشيز توريس (بالإسبانية: Manuel Sánchez Torres) (1960 في إسبانيا - ) هو لاعب كرة قدم إسباني في مركز الهجوم. لعب مع إن إي سي نيميخن وتفينتي أنشخيدة ورودا ياي سي ونادي فالنسيا وهيراكليس ألميلو.

## وصلات خارجية
- مانويل سانشيز توريس على موقع قاعدة بيانات كرة القدم.إي يو (الإنجليزية)